# Nuoto ai campionati europei di nuoto 2022 - Staffetta 4x200 metri stile libero maschile
La gara della staffetta 4x200 metri stile libero maschile ai Campionati europei di nuoto 2022 si è svolta l'11 agosto 2022. Al mattino si sono svolte le batterie, mentre la finale si è disputata nel pomeriggio.

## Podio
| Pos.    | Nazione  | Atleta                                                                                     |
| ------- | -------- | ------------------------------------------------------------------------------------------ |
| Oro     | Ungheria | Nándor Németh Richárd Márton Balázs Holló Kristóf Milák Dániel Mészáros                    |
| Argento | Italia   | Marco De Tullio Lorenzo Galossi Gabriele Detti Stefano Di Cola Filippo Megli Matteo Ciampi |
| Bronzo  | Francia  | Hadrien Salvan Wissam-Amazigh Yebba Enzo Tesic Roman Fuchs Mewen Tomac                     |

## Record
Prima della manifestazione il record del mondo (RM), il record europeo (EU) e il record dei campionati (RC) erano i seguenti.
|  | 6'58"55 | Stati Uniti   | 31 luglio 2009 Roma      |
|  | 6'58"58 | Gran Bretagna | 28 luglio 2021 Tokyo     |
|  | 7'03"48 | Russia        | 19 maggio 2021 Eindhoven |

## Risultati

### Batterie
| Pos. | Corsia | Nazione       | Atleta                                                                                                | Tempo   | Note |
| ---- | ------ | ------------- | --- | ------- | ---- |
| 1    | 2      | Italia        | Filippo Megli (1'48"26) Matteo Ciampi (1'47"20) Gabriele Detti (1'46"57) Lorenzo Galossi (1'47"00)    | 7'09"03 | Q    |
| 2    | 6      | Francia       | Mewen Tomac (1'48"42) Wissam-Amazigh Yebba (1'46"15) Enzo Tesic (1'47"37) Roman Fuchs (1'47"65)       | 7'09"59 | Q    |
| 3    | 5      | Germania      | Lukas Märtens (1'47"31) Poul Zellmann (1'47"73) Henning Mühlleitner (1'49"35) Timo Sorgius (1'49"88)  | 7'14"27 | Q    |
| 4    | 0      | Svizzera      | Antonio Djakovic (1'47"22) Nils Liess (1'48"88) Jérémy Desplanches (1'49"32) Roman Mityukov (1'49"31) | 7'14"73 | Q    |
| 5    | 9      | Israele       | Bar Soloveychik (1'49"02) Ron Polonsky (1'48"77) Daniel Namir (1'49"14) Denis Loktev (1'48"78)        | 7'15"71 | Q    |
| 6    | 3      | Ungheria      | Richárd Márton (1'48"57) Dániel Mészáros (1'49"48) Balázs Holló (1'48"12) Nándor Németh (1'49"74)     | 7'15"91 | Q    |
| 7    | 4      | Svezia        | Robin Hanson (1'49"58) Victor Johansson (1'47"94) Marcus Holmquist (1'49"71) Elias Persson (1'51"25)  | 7'18"48 | Q    |
| 8    | 1      | Gran Bretagna | Cameron Kurle (1'50"29) Edward Mildred (1'50"49) Kieran Bird (1'48"05) Jacob Whittle (1'49"78)        | 7'18"61 | Q    |
| 9    | 8      | Bulgaria      | Antani Ivanov (1'49"00) Petar Mitsin (1'49"08) Kaloyan Levterov (1'51"10) Yordan Yanchev (1'49"65)    | 7'18"83 |      |
| 10   | 7      | Lituania      | Danas Rapšys (1'48"39) Daniil Pancerevas (1'50"19) Tomas Sungaila (1'51"71) Tomas Navikonis (1'50"75) | 7'21"04 |      |

### Finale
| Pos. | Corsia | Nazione       | Atleta                                                                                                 | Tempo   | Note |
| ---- | ------ | ------------- | --- | ------- | ---- |
|      | 7      | Ungheria      | Nándor Németh (1'46"28) Richárd Márton (1'47"01) Balázs Holló (1'47"67) Kristóf Milák (1'44"42)        | 7'05"38 |      |
|      | 4      | Italia        | Marco De Tullio (1'46"47) Lorenzo Galossi (1'47"91) Gabriele Detti (1'46"51) Stefano Di Cola (1'45"36) | 7'06"25 |      |
|      | 5      | Francia       | Hadrien Salvan (1'46"50) Wissam-Amazigh Yebba (1'45"92) Enzo Tesic (1'47"51) Roman Fuchs (1'47"04)     | 7'06"97 |      |
| 4    | 6      | Svizzera      | Antonio Djakovic (1'46"10) Nils Liess (1'49"35) Noè Ponti (1'46"42) Roman Mityukov (1'46"39)           | 7'08"26 |      |
| 5    | 2      | Israele       | Denis Loktev (1'48"78) Daniel Namir (1'48"43) Bar Soloveychik (1'47"53) Ron Polonsky (1'47"24)         | 7'11"98 |      |
| 6    | 8      | Gran Bretagna | Matthew Richards (1'48"16) Kieran Bird (1'48"09) Jacob Whittle (1'49"44) Thomas Dean (1'46"69)         | 7'12"38 |      |
| 7    | 3      | Germania      | Lukas Märtens (1'46"22) Poul Zellmann (1'48"45) Henning Mühlleitner (1'48"92) Timo Sorgius (1'49"99)   | 7'13"58 |      |
| 8    | 1      | Svezia        | Robin Hanson (1'48"56) Victor Johansson (1'48"56) Marcus Holmquist (1'50"26) Elias Persson (1'51"35)   | 7'18"73 |      |